# Portein
Portein (rätoromanisch: Purtagn) ist eine Fraktion der Gemeinde Cazis im Kanton Graubünden, Schweiz.
Bis Ende 2009 bildete sie eine eigenständige politische Gemeinde. Auf den 1. Januar 2010 fusionierten die Gemeinden Cazis, Portein, Präz, Sarn und Tartar zur neuen Gemeinde Cazis.

## Geographie
Das weilerartige Haufendorf liegt auf 1178 m ü. M. am Heinzenberg, der südostexponierten Westbegrenzung des Domleschg, auf dem Rücken zwischen dem Porteiner Tobel und dem Val da la Malanotg.

## Geschichte

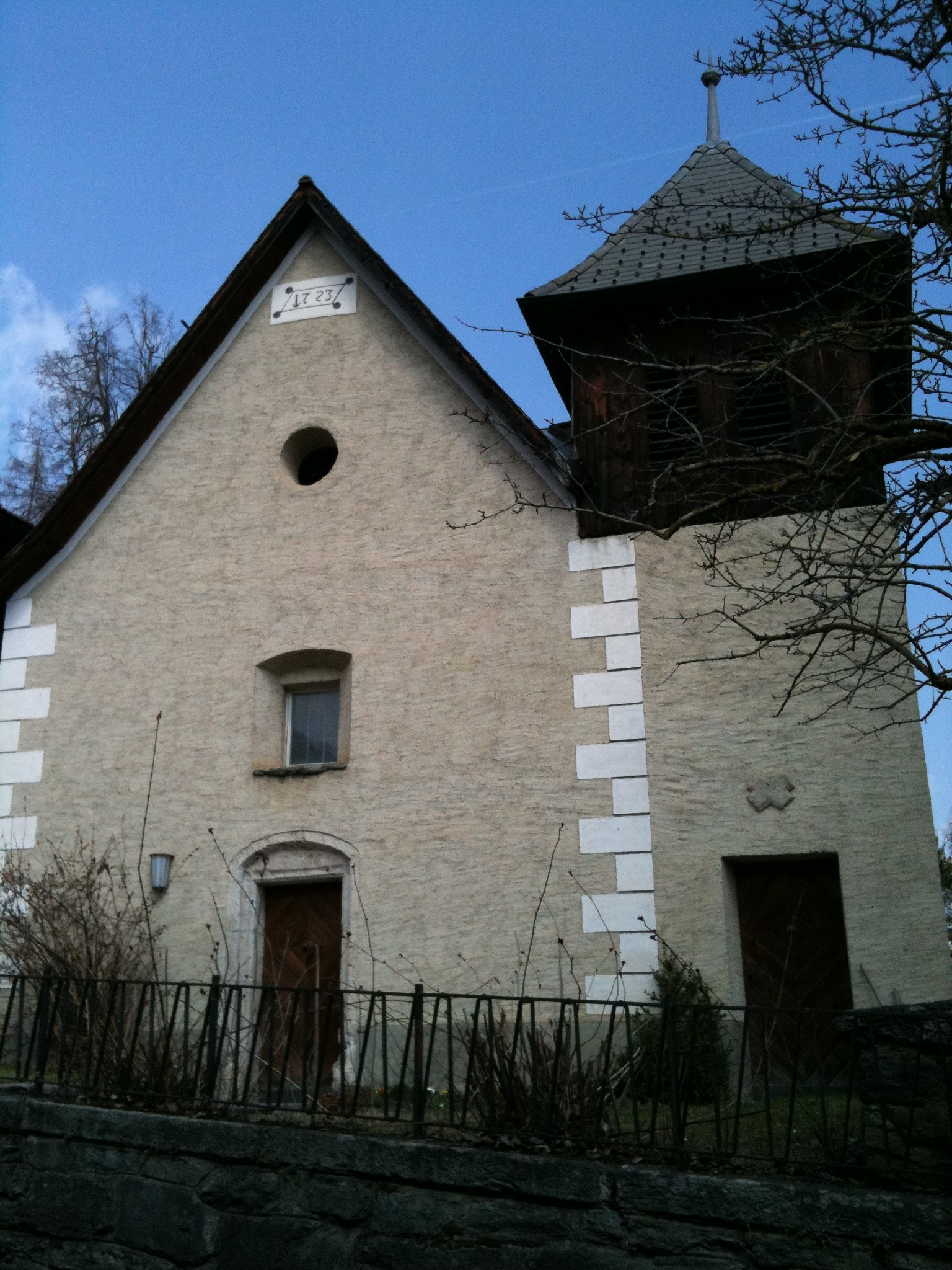
Reformierte Kirche Portein

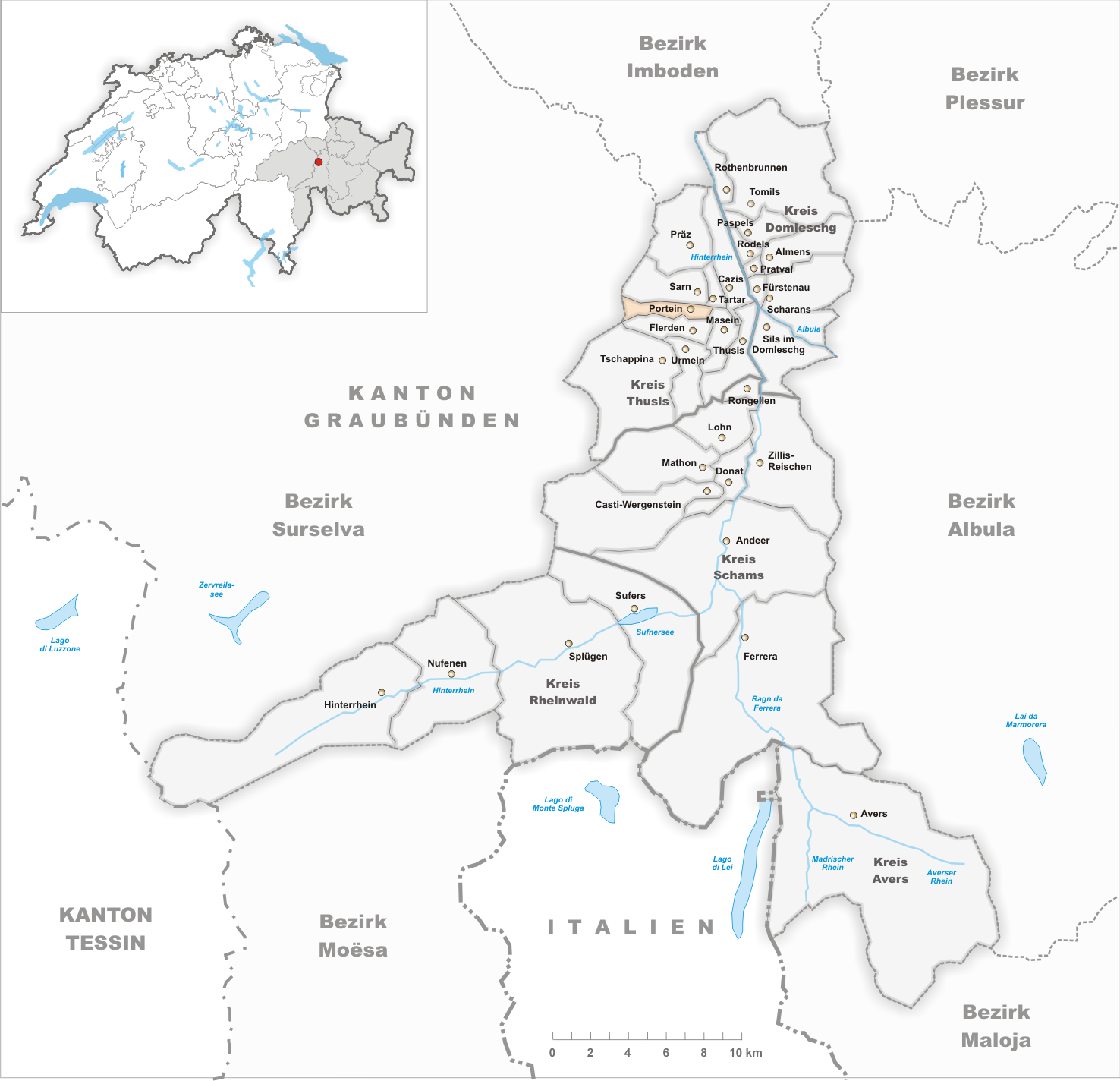
Gemeindestand vor der Fusion am 1. Januar 2010

Die Siedlung wurde 1378 als Purteyn erstmals erwähnt. Sie war Zentrum eines Personenverbands von altfreien Bauern, welche die niedere Gerichtsbarkeit selbst innehatten und später in der Gerichtsgemeinde Heinzenberg aufgingen. Landesherren waren bis 1337 die Vazer, dann die Werdenberger sowie die Rhäzüns und ab 1475 der Bischof von Chur. Der Auskauf der letzten Rechte erfolgte 1709.
Kirchlich gehörte Portein vorerst zu St. Johannes Baptista auf Hohenrätien. 1505 erscheint St. Gallus im Ort als Pfarrkirche des ganzen Heinzenbergs ausser Masein. Die Reformation wurde 1530 bis 1540 eingeführt. Die Galluskirche stürzte 1720 ins Porteiner Tobel und wurde durch einen Neubau im Dorf ersetzt.
Bevölkerungsmässig war Portein 2000 die kleinste Gemeinde Graubündens. Ohne Schule, Laden, Post und Wirtschaft musste das Bauerndorf, in dem keine Romanischsprachigen mehr leben, viele Aufgaben in Gemeindeverbänden angehen, was 2010 zur Gemeindefusion führte.

## Wappen
| Wappen von Portein | Blasonierung: «In Silber (weiss) ein aufrechter, rot bewehrter, schwarzer Bär, einen goldenen (gelben) Baumstamm tragen» |
| Wappen von Portein | Der Baumstamm tragende Bär ist das Attribut des Heiligen Gallus, des Patrons der reformierten Dorfkirche.                |

## Bevölkerung
| Bevölkerungsentwicklung | Bevölkerungsentwicklung | Bevölkerungsentwicklung | Bevölkerungsentwicklung | Bevölkerungsentwicklung | Bevölkerungsentwicklung | Bevölkerungsentwicklung | Bevölkerungsentwicklung | Bevölkerungsentwicklung | Bevölkerungsentwicklung |
| ----------------------- | ----------------------- | ----------------------- | ----------------------- | ----------------------- | ----------------------- | ----------------------- | ----------------------- | ----------------------- | ----------------------- |
| Jahr                    | 1808                    | 1850                    | 1888                    | 1900                    | 1910                    | 1950                    | 2000                    | 2005                    | 2009                    |
| Einwohner               | 48                      | 65                      | 47                      | 30                      | 30                      | 37                      | 26                      | 21                      | 22                      |

Portein hatte stets eine geringe Einwohnerzahl. Der Höchststand wurde 1850 mit 65, der Tiefststand 1980 mit 19 Personen erreicht. Mit Stichtag 31. Dezember 2001 war die politische Gemeinde Portein mit 22 Einwohnern die kleinste Gemeinde der Schweiz. Per Jahresende 2004 zählte die Gemeinde 24 Einwohner und ist damit zusammen mit Martisberg noch die zweitkleinste Gemeinde der Schweiz.

### Sprachen
Ursprünglich sprach man in der Gemeinde Sutselvisch, eine bündnerromanische Mundart. Bereits im 19. Jahrhundert begann der Niedergang des Romanischen. 1870 war der Anteil auf 50 % gesunken, 1888 auf 45 % (21 der 47 Einwohner), 1910 auf 20 % (6 der 30 Bewohner). Bis zum Zweiten Weltkrieg blieb die Sprachlage stabil. Seit 1990 gibt es keine Romanischsprachigen mehr in der Gemeinde.

### Herkunft und Nationalität
Von den Ende 2005 21 Bewohnern waren 18 (= 85,71 %) Schweizer Staatsangehörige.

### Persönlichkeiten
- Johann Christoph Grass (1639–1702), reformierter Pfarrer, Herausgeber eines Gesangbuches in rätoromanischer Sprache